# 松東院

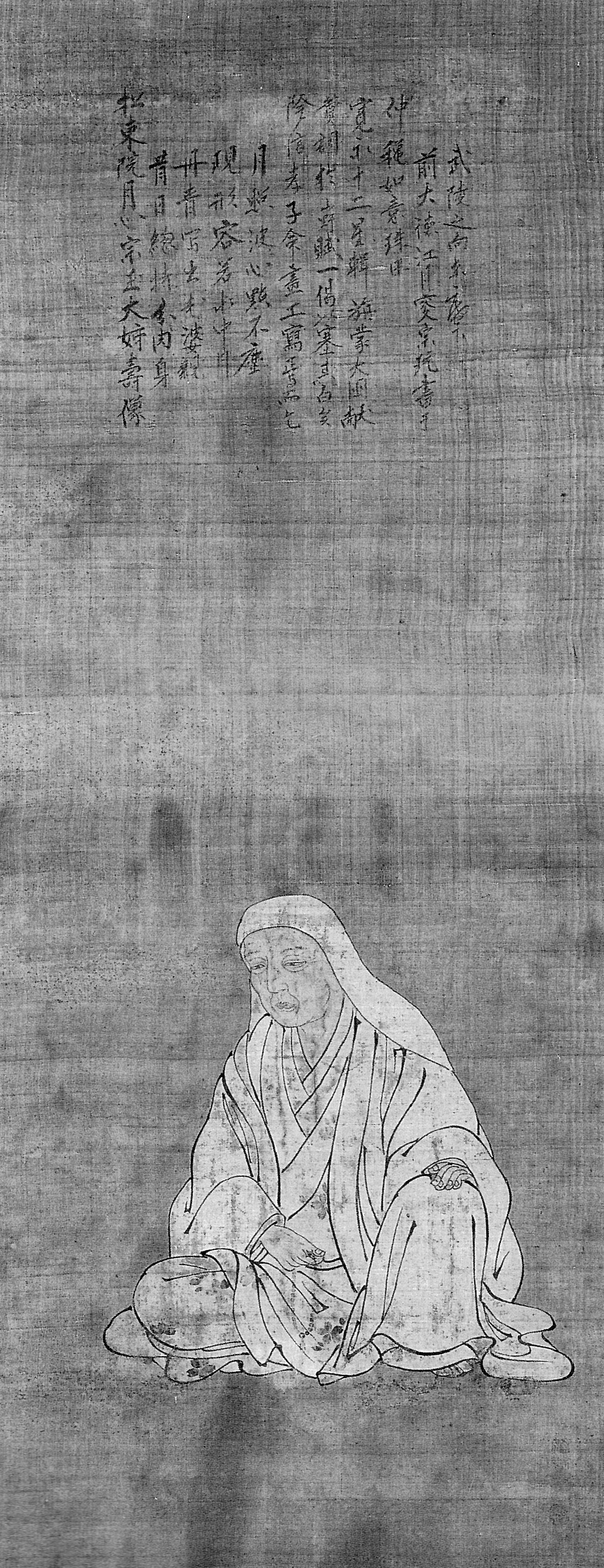
松東院像(松浦史料博物館蔵、狩野安信筆、江月宗玩賛)

松東院（しょうとういん、天正3年（1575年） - 明暦2年11月25日（1657年1月9日））は、安土桃山時代から江戸時代初期のキリシタン。日本最初のキリシタン大名として知られる大村純忠の五女。洗礼名はメンシア、実名はそのとされる。
1586年、勢威を増す龍造寺隆信に対して松浦氏と大村氏は連合を組み、その契約として松浦鎮信の嫡子・久信との間に婚儀が整う。「この結婚は政略結婚であった」とイエズス会の書簡にも明記されている。しかし、鎮信は極度のキリシタン嫌いであったため、結婚当初から舅との不和に悩まされることになる。久信にも都度都度棄教を進められたが、彼女は「棄教するぐらいなら実家にかえる」（＝同盟破棄）と、駕籠を呼び実家に帰ろうとして応じなかったため、当時情勢の厳しかった松浦氏側は彼女の棄教をあきらめざるを得なかったとされる。
この困難により逆に彼女の信仰は深まり、1591年、訪問したアレッサンドロ・ヴァリニャーノに絶賛される。同年、待望の嫡子・隆信を産んだことで松浦氏家中に置いても重きを為すようになる。その後久信との間に信清、信辰らを儲ける。熱心なキリシタンであった彼女は、松浦氏家臣でこれまた熱心なキリシタンであった籠手田安経の未亡人（洗礼名ドナ・イサベラ）に命じて子供達全員に洗礼を授けた。
しかし、1602年に庇護者であった夫の久信が滞在中の京で急死する。隆信が跡目を相続したものの、後見として再び政務を取り始めた舅・鎮信との対立や、キリシタンおよび松浦氏に厳しい目を向ける江戸幕府との間で対応に苦慮することとなる。1599年には既に籠手田一族が平戸から追放されていたため、彼女が平戸のキリシタンを陰から支援していた。しかし1630年、江戸幕府は隆信に彼女をはじめとする親族の江戸在住を命じる。さらに江戸では平戸藩の屋敷ではなく、浄土宗広徳寺に幽閉されてしまう。この一件は一見参勤交代制に伴う人質の江戸集住政策に見せかけ、実は熱心な平戸のキリシタンから有力支援者を切り離す幕府の作戦だったと考えられる。
その後、二度と平戸への帰国が許されることはなく、息子・隆信の死に目にもあえないまま広徳寺で死去した。82歳没。最期までキリスト教の信仰は捨てなかったとも、ついに棄教したとも伝えられる。上の肖像画では数珠を手にしており、棄教後の姿とも取れるが、いずれも確証は無い。
墓所は平戸臨済宗正宗寺。また壱岐市の安国寺にも夫・久信の供養塔の隣に御拝塔が残っている。拝塔の前にあるつくばいは「キリシタン水盤」として有名である。